# Collegio uninominale Veneto 2 - 04 (2017)
Il collegio elettorale uninominale Veneto 2 - 04 è stato un collegio elettorale uninominale della Repubblica Italiana per l'elezione della Camera dei deputati tra il 2017 ed il 2022.

## Territorio
Come previsto dalla legge elettorale italiana del 2017, il collegio era stato definito tramite decreto legislativo all'interno della circoscrizione Veneto 2.
Era formato dal territorio di 61 comuni: Abano Terme, Agna, Anguillara Veneta, Arquà Petrarca, Arre, Arzergrande, Bagnoli di Sopra, Baone, Barbona, Battaglia Terme, Boara Pisani, Borgo Veneto, Bovolenta, Brugine, Candiana, Carceri, Cartura, Casale di Scodosia, Casalserugo, Castelbaldo, Cinto Euganeo, Codevigo, Conselve, Correzzola, Due Carrare, Este, Galzignano Terme, Granze, Lozzo Atestino, Maserà di Padova, Masi, Megliadino San Vitale, Merlara, Monselice, Montagnana, Montegrotto Terme, Ospedaletto Euganeo, Pernumia, Piacenza d'Adige, Piove di Sacco, Polverara, Ponso, Pontelongo, Pozzonovo, Rovolon, San Pietro Viminario, Sant'Angelo di Piove di Sacco, Sant'Elena, Sant'Urbano, Saonara, Solesino, Stanghella, Teolo, Terrassa Padovana, Torreglia, Tribano, Urbana, Vescovana, Vighizzolo d'Este, Villa Estense e Vo'.
Il collegio era quindi interamente compreso nella provincia di Padova.
Il collegio era parte del collegio plurinominale Veneto 2 - 01.

## Eletti
| Elezione | Elezione | Deputato        | Partito      |
| -------- | -------- | --------------- | ------------ |
|          | 2018     | Lorena Milanato | Forza Italia |

## Dati elettorali

### XVIII legislatura
Come previsto dalla legge elettorale, 232 deputati erano eletti con sistema a maggioranza relativa in altrettanti collegi uninominali a turno unico.
| Candidati              | Candidati                 | Voti    | %     | Liste                    | Voti    | %     |
| ---------------------- | ------------------------- | ------- | ----- | ------------------------ | ------- | ----- |
|                        | Lorena Milanato ✔️ Eletto | 97 740  | 49,94 | Lega                     | 64 119  | 32,76 |
| Forza Italia           | Lorena Milanato ✔️ Eletto | 97 740  | 49,94 | 23 032                   | 11,77   |       |
| Fratelli d'Italia      | Lorena Milanato ✔️ Eletto | 97 740  | 49,94 | 8 489                    | 4,34    |       |
| Noi con l'Italia - UDC | Lorena Milanato ✔️ Eletto | 97 740  | 49,94 | 2 100                    | 1,07    |       |
|                        | Francesca Betto           | 50 576  | 25,84 | Movimento 5 Stelle       | 50 576  | 25,84 |
|                        | Giulia Narduolo           | 34 755  | 17,76 | Partito Democratico      | 29 863  | 15,26 |
| +Europa                | Giulia Narduolo           | 34 755  | 17,76 | 3 629                    | 1,85    |       |
| Italia Europa Insieme  | Giulia Narduolo           | 34 755  | 17,76 | 665                      | 0,34    |       |
| Civica Popolare        | Giulia Narduolo           | 34 755  | 17,76 | 598                      | 0,31    |       |
|                        | Francesco Miazzi          | 4 924   | 2,52  | Liberi e Uguali          | 4 924   | 2,52  |
|                        | Valeriano Androni         | 1 706   | 0,87  | Italia agli Italiani     | 1 706   | 0,87  |
|                        | Angela Lia                | 1 544   | 0,79  | CasaPound                | 1 544   | 0,79  |
|                        | Emanuele Bernardi         | 1 403   | 0,72  | Il Popolo della Famiglia | 1 403   | 0,72  |
|                        | Tiziana Tassetto          | 814     | 0,42  | Potere al Popolo!        | 814     | 0,42  |
|                        | Cristina Meneghetti       | 752     | 0,38  | Partito Valore Umano     | 752     | 0,38  |
|                        | Paola Goisis              | 702     | 0,36  | Grande Nord              | 702     | 0,36  |
|                        | Nicoletta Lo Turco        | 562     | 0,29  | 10 Volte Meglio          | 562     | 0,29  |
|                        | Giacomo Bastianello       | 244     | 0,12  | PRI - ALA                | 244     | 0,12  |
| Totale                 | Totale                    | 195 722 | 100   |                          | 195 722 | 100   |
|                        |                           |         |       |                          |         |       |
| Voti non validi        | Voti non validi           | 5 627   | 2,79  |                          |         |       |
| Votanti                | Votanti                   | 201 349 | 80,20 |                          |         |       |
| Elettori               | Elettori                  | 251 063 |       |                          |         |       |